# 푸블리우스 뭄미우스 시센나 루틸리아누스
푸블리우스 뭄미우스 시센나 루틸리아누스(Publius Mummius Sisenna Rutilianus)는 서기 2세기에 활동한 로마 시대의 원로원 의원이다. 그는 'Alexander vel Pseudomantis'에서 루키아노스의 그에 대한 생생한 묘사를 통해 잘 알려져 있는데, 거기에서 그에 대해 "좋은 가문 출신의 사내이고 다양한 로마의 공직들에서 검증되었으나, 그러나 신들의 관점에서 보면 철저히 병들어 있었다"라고 묘사되며 이는 그가 제목과 동일한 인물이 파플라고니아에 세운 가짜 신탁소의 가장 저명한 희생자라는 점을 나타낸다. 루틸리아누스는 146년 5월-6월 눈디니움 기간 티투스 프리페르니우스 파이투스 로시아누스 게미누스를 동료 집정관으로 둔 보좌 집정관이었다.

## 생애
앤서니 벌리는 그가 133년에 직권 집정관을 지낸 푸블리우스 뭄미우스 시센나의 아들일수도 있다고 언급한다. 티볼리에서 출토된 금석문 두 개에서 그의 쿠르수스 호노룸를 기록하고 있다. 루틸리아누스는 '비긴티비리'를 구성하는 네 개 부서 중 하나인 '데켐비리 스틀리티부스 유디칸디스' 중 하나로 원로원 경력을 시작했다. 네 개 부서 중의 하나의 구성원으로 있는 것은 로마 원로원으로 들어가기 위한 예비격이자 첫 번째 요구 단계이었다. 그러고 난 뒤 그는 모이시아 인페리오르에 주둔되어 있던 마케도니카 제5군단의 트리부누스 밀리툼을 맡았다. 그 다음에 그는 재무관으로 선출되었고, 이 전통적인 공화정 시기 정무관을 마치면 루틸리아누스는 원로원에 입성할 수 있게 되었다. 루틸리아누스는 이어서 호민관, 법무관 등 전통적인 공화정 시기 정무관직 두 개를 맡았다.
법무관 임기를 마치고 나서, 루틸리아누스는 그의 아버지가 133-135/138?년경 기간 총독으로 있던 브리타니아에 주둔하던 빅트릭스 제6군단의 '레가투스 레기오니스'로 복무한 것으로 보인다. 벌리는 총독과 군단장 사이의 이런 밀접한 연관성이 비정상적이라고 언급하며, 이들이 하드리아누스의 총애를 받는 이들이라는 신호로 해석될 수 있다고 하였다. 그의 다음 보직은 원로원의 금고인 '아이라리움 사투르니'의 정무관으로, 3년간을 맡았으며 미레유 코르비에는 이 시기를 루키아누스 코일리우스 페스투스를 동료 정무관으로 둔 141년부터 143년까지로 추정했다. 집정관을 맡기 전 루틸리아누스는 아우구르 사제단에 들어갔으며, 벌리는 이것이 그의 '높은 사회적 지위'를 확인해준다고 하였다.
집정관을 마친 뒤, 루틸리아누스는 최소한 두 번의 공직을 더 거쳤다. 첫 번째는 156년에 총독을 맡은 것으로 여겨지는 가이우스 쿠르티우스 유스투스의 후임자로서 황제 속주인 모이시아 인페리오르 총독으로 임명된 것이었다. 하지만, 얼푈지 게저는 마르쿠스 발레리우스 에트루스쿠스를 유스투스의 후임자로 보았고 대신에 루틸리아누스의 임기를 146년과 155년 사이, 아마 149년에서 152년까지로 보았다. 두 번째 직위는 성공적인 원로원 의원 경력의 정점이라 할 수 있는 아시아의 프로콘술이었으며, 로널드 사임은 이때를 160/161년으로 추정했다.

## 루틸리아누스와 신탁

아시아 속주.

아보노테이코스의 알렉산드로스는 소아시아 서부에 글리콘 신탁을 세웠으며, 이 신탁의 명성은 비티니아, 갈라티아, 트라키아를 넘어 이탈리아와 로마로 뻗어나갔다. 루틸리아누스는 겉으로는 아시아 속주의 프로콘술로서 임기를 수행하기 위해 신탁소로 끌려간 것이었지만, 실제로는 "그에게 맡겨진 직무를 거의 포기하고 아보노테이코스에게 날아가려는 지경에 이르렀다." 루키아노스는 루틸리아노스에 대해 "비록 출생 및 혈통을 타고났고 여러 로마 관직에서 검증된 사람이었지만, 신에 관한 일에 있어서는 매우 미약하고 괴상한 믿음을 갖고 있었다. 만일 그가 어디에서든 신성한 기름이 발라지거나 화환으로 장식된 돌을 보기만 하면, 즉시 엎드려 손에 입을 맞추고, 한동안 그 곁에 서서 맹세하고 축복을 구하곤 했다."라고 설명하였다.
얼마 안되어 루틸리아누스는 이 오라클에 사로잡히게 되었으며, 루키아노스는 글리콘을 폭로하는 데 개인적 관심을 가졌고 알렉산드로스를 방문하기도 했었다. 이 시점에서 루틸리아누스는 신탁에서 자신이 결혼을 해야하는가를 물었고, 그 대답은 당시에 60대였던 프로콘술이 여신 셀레네의 자녀라고 하던 알렉산드로스의 딸과 혼인해야한다고 하였다. 루키아노스는 프로콘술이 알렉산드로스의 딸과 혼인하지 않도록 설득하려했으나, 당시에 루틸리아누스는 신탁의 모든 이야기를 신뢰했고 그의 말을 들으려 하지 않았을 것이다. 그를 떠난, 루키아노스는  자신을 집으로 데려다주기 위해 알렉산드로스가 빌려준 배의 선원들이 자신을 살해하라는 명령을 받았다는 사실을 알게 되었고, 다른 배로 갈아탐으로써 이 운명을 피할 수 있었다. 이에 대해, 루키아노스는 알렉산드로스를 법정에서 고소하기로 마음 먹었으나, 그가 비티니아 폰투스 총독 루키우스 헤디우스 루푸스 롤리아누스 아비투스에게 그의 사건을 제출하자, 총독은 이것이 헛된 행위라고 그를 설득하였으며, 루키아노스가 승소한다고 하더라도 루틸리아누스가 알렉산드로스의 처벌을 막기 위해 영향력을 행사할 것이라 하였다.